# 馮秉芬
馮秉芬爵士，CBE，KStJ，LLD，DSocSc，JP（Sir Kenneth Fung Ping-fan，1911年5月28日—2002年5月16日），香港商人和政治人物，啟祥洋行創辦人，1947年至1997年任東亞銀行董事，父親馮平山紳士有份於1918年參與創辦該行。馮秉芬自1951年至1972年歷任市政局首席非官守議員和行政立法兩局非官守議員，與周錫年爵士及簡悅強爵士等人同為當時香港的華人代表之一，屢獲英廷嘉敘，1971年獲封爵士。
另一方面，馮爵士熱心參與社會團體，曾分別任國際扶輪3450區總監、香港聖約翰救傷隊第六任總監及香港童軍總會副會長，而且出任過大量社會公職。馮爵士亦參與過香港高等教育發展，他有份創辦香港中文大學，並分別出任過中文大學與香港大學校董，另自1961年至1972年擔任香港中文大學聯合書院校董會主席，現時聯合書院其中一個走讀生會，命名為「秉芬堂」以作紀念。

## 生平

### 早年生涯
馮秉芬祖籍廣東新會會城鎮浐灣街高第里，1911年5月28日生於香港出生。父親馮平山紳士乃當地望族和著名華人企業家，除創辦兆豐行經營海味雜貨外，亦開辦維吉銀號及亦安銀號，後於1919年與簡東浦及李冠春創辦東亞銀行，成為東亞銀行第一批入股股東及董事，現今香港大學馮平山圖書館即以馮秉芬之父親命名。
馮秉芬早年肄業於官立漢文中學（即今金文泰中學），其後就讀香港大學中文學院，並擔任第一屆中文學會主席。馮秉芬畢業後仍與港大保持密切關係，曾任香港大學中文學會創辦人兼首任主席，1948年起出任港大校董，後來升任終身校董，1969年更因為對香港有深重貢獻而獲港大頒授社會科學博士學位。

### 商業生涯
在1931年，馮平山去世，馮秉芬遂接掌家族事業。馮秉芬秉承乃父風範，除令兆豐行的生意更上一層，取得「冬菇王」的綽號外，更於1930年代成立馮秉芬有限公司，及後相繼開辦啟祥洋行、中華百貨、會德豐紗廠等，業務多元化發展。
第二次世界大戰後，馮秉芬於1947年起出任東亞銀行董事，至1997年卸任，期間曾於1963年至1969年任該行總經理。此外，1950年代至1970年代也是馮秉芬在本港商界的黃金時代，集團生意穩步發展，他出任的商界職務包括啟祥洋行董事長、馮秉芬有限公司永遠董事長、仙力有限公司永遠董事長、華人置業有限公司董事局主席、華人置業財務有限公司主席、香港珍珠有限公司董事長、兆豐行有限公司董事長、會德豐紗廠董事、彪采（香港）有限公司董事、克喬萊（香港）有限公司董事、愛華啟祥有限公司董事會主席及星三有限公司董事長等等。此外，他也曾任聯大建築、祥興建造、大業建設、東方置業、南華保險、豐裕有限公司及開利冷氣工程有限公司等機構的董事。在1969年，馮秉芬將集團生意交予兒子打理，後於1975年，他的三子馮慶鏘及四子馮慶炤與伍日照合作，成功取得麥當勞的香港經營權，把麥當勞引入本港。
馮秉芬在1993年將他擁有的啟祥集團（港交所代號0632）上市，並任集團主席。啟祥集團曾經代理過得寶面紙（Tempo）及愛華影音（Aiwa）等產品，但由於業務過度發展，以及於1997年在廣東省投資造紙廠失利，集團先後失去德寶面紙和愛華影音的代理權，而且還債台高築，要不斷變賣股權和房產抵債。馮秉芬於2000年卸任主席後，啟祥集團復於2002年6月為中資企業所收購，改稱東方明珠創業，而他2002年去世時，身家亦因此大幅縮水至只剩下大約4億元。

### 公職與慈善
馮秉芬曾長年於香港立法機關供職，他曾自1951年至1960年任市政局首席非官守議員，1959年至1965年為立法局非官守議員，後於1962年至1972年出任行政局非官守議員。在任內，他相當關注貿易事務，曾於1953年及1955年分別出任錫蘭及東京的亞洲遠東經濟委員會首席代表，1963年為柏林國際展覽會香港副代表，以及在1965年為東京國際展覽會香港首席代表。在兩局期間，馮氏亦嘗任香港港口交通服務委員會委員、扣留事件複審委員會委員和曾自1957年至1966年任香港旅遊協會管理委員會委員。馮秉芬在兩局內深受港府重視，前總督戴麟趾爵士曾形容他「是非官守議員之中，最『中國化』的一個，不常發言，但備受華人社會尊重，能反映華人的主流意見。」而前布政司鍾逸傑爵士亦曾經形容馮秉芬是「一個聰明及作風謹慎的議員，跟他共事時十分愉快」。
另一方面，馮秉芬曾參與不少社會團體，首先，他與扶輪社有深厚關係，曾在1961年至1962年任國際扶輪3450區總監、1967年至1969年任國際扶輪財務委員、以及自1969年至1970年任國際扶輪國際服務顧問委員會主席。馮秉芬本身也是國際扶輪的保羅·哈理斯學人（Paul Harris Fellow），也曾在1985年榮獲50年長期會員獎。除扶輪社外，馮秉芬亦熱心參與香港聖約翰救傷隊的活動，並在1953年至1958年任救傷隊第六任總監，是救傷隊成立以來的首位華人總監，卸任時獲授KStJ勳銜。馮秉芬後來更代表聖約翰救傷隊任榮譽港督副官，是首位華人享此名銜。出任榮譽港督副官期間，他一共歷仕4任港督及護督。馮秉芬也參與過童軍活動，曾任香港童軍總會副會長，1976年獲英聯邦童軍理事會頒贈銀橡實獎章，1985年再獲香港童軍總會頒授金龍勳章。
除上述團體外，馮秉芬亦出任過香港管弦協會會長、香港攝影學會會長、皇家亞洲學會香港分會復會會員、英皇御准香港賽馬會董事、醫療輔助隊委員、香港外展信託基金委員、國際痳瘋救濟會香港分會委員、金文泰中學第一屆校友會主席，以及於1961年任愛丁堡公爵獎勵計劃委員會首屆主席等等。退任公職後，他繼續致力公益，創辦世界自然（香港）基金、香港海洋公園及香港藝術中心等，為港人提供不少消閒及藝術活動。
馮秉芬對本港教育貢獻良多，他本人除出港府高等教育研究委員會委員及大學及理工教育資助委員會委員，是香港中文大學的創校校董，1961年至1972年又任聯合書院校董會主席，後來於聯合書院成立「馮秉芬獎學金」，獎勵於「德智體群美」五育中皆有傑出表現的優秀學生。至於在中小學方面，馮氏曾於1955年創立新會商會建校委員會，新會商會現於本港辦有四所中小學。於2007年9月，只餘下三所中小學，包括新會商會陳白沙紀念中學，新會商會中學及新會商會學校。
馮秉芬對香港的貢獻獲得港府重視，使他屢獲英廷嘉獎，先後獲委非官守太平紳士及獲授OBE和CBE勳銜。為表彰他在兩局的貢獻，英廷在1971年復冊封馮秉芬為下級勳位爵士。除英廷的嘉獎外，馮爵士亦曾獲日本及奧地利等國頒授榮譽。

### 晚年生涯
馮秉芬晚年為家鄉公益事業也作出很大貢獻，先後在江門市捐助五邑大學新會樓，在新會捐資擴建景堂圖書館、會城平山小學、將當地祚祥堂祖祠改建作幼兒園、資助興建梁啟超紀念中學等。於1992年及1993年分別穫新會市榮譽市民稱號及江門市榮譽市民稱號。此外，他自1985年起擔任四川省重慶市的對外經濟高級顧問，與中華人民共和國政府關係友好。
馮秉芬在2001年1月最後一次出現公眾場合，當時出席妻子簡笑嫻的喪禮。馮爵士出席喪禮時的身體狀況已大不如前，要依賴輪椅行動，而喪偶之痛亦對他構成沉重打擊。不久以後，馮秉芬在2002年5月16日於港安醫院逝世，終年91歲，家屬其後在聖約翰座堂為他舉行葬禮，各界致悼者眾，遺體隨後安葬香港仔華人永遠墳場 。

## 家庭
馮秉芬於1933年迎娶東亞銀行創辦人簡東浦紳士的女兒簡笑嫻為妻，由此展開長達68年的婚姻生涯。兩人恩愛如昔，有影皆雙，更曾獲選國際公益模範伉儷。據他本人所說，他們的恩愛之道，在於兩人分房而睡，免卻不必要的磨擦。簡笑嫻曾獲英廷頒授OBE勳銜，與丈夫同為非官守太平紳士，簡笑嫻在2001年過世對馮秉芬構成很大打擊。馮秉芬與簡笑嫻共育有四子一女，長子馮慶麟在美國行醫。二子馮慶彪醫生為聯合國兒童基金會香港委員會主席，三子和四子則繼續打理家族業務。
馮秉芬生前興趣包括賽馬、高爾夫球及游泳，他本人曾為多所會所的會員，其中包括香港會、香港高爾夫球會、香港鄉村俱樂部、香港美國會、香港扶輪社、美國紐約的尼克巴克會（Knickerbocker）、天際會、探險家會、三藩市的波希米亞會及東京程谷鄉村俱樂部等等。另外，馮爵士曾任香港壁球總會終身會員、香港中華游樂會榮譽主席及英皇御准香港賽馬會名譽董事（曾擁有名下馬匹永恒之趣）。

## 榮譽

### 殊勳
- 太平紳士 （非官守，1952年）
- 英帝國官佐勳章（O.B.E.）（1958年）
- 聖約翰爵級正義司令勳章（K.St.J.）（1958年）
- 英帝國司令勳章（C.B.E.）（1965年）
- 下級勳位爵士（K.t.）（1971年）
- 勳三等瑞寶章 （日本，1969年[3]）
- 勳二等瑞寶章 （日本，1985年）
- 聖于貝爾爵級司令勳章 （奧地利，1979年）
- 聖于貝爾爵級大長官勳章 （奧地利，1984年）[來源請求]

### 名銜
- 馮秉芬 （1911年－1951年）
- 馮秉芬議員 （1951年－1952年）
- 馮秉芬議員，JP （1952年－1958年）
- 馮秉芬議員，OBE，JP （1958年－1958年）
- 馮秉芬議員，OBE，KStJ，JP （1958年－1965年）
- 馮秉芬議員，CBE，KStJ，JP （1965年－1968年）
- 馮秉芬議員，CBE，KStJ，LLD，JP （1968年－1969年）
- 馮秉芬議員，CBE，KStJ，LLD，DSocSc，JP （1969年－1971年）
- 行政局議員馮秉芬爵士，CBE，KStJ，LLD，DSocSc，JP （1971年－1972年）
- 馮秉芬爵士，CBE，KStJ，LLD，DSocSc，JP （1972年－2002年）

### 榮譽學位
- 法學博士
  - 香港中文大學 （1968年）
- 社會科學博士
  - 香港大學 （1969年）

### 以他命名的事物
- 馮秉芬堂：位於新會商會中學禮堂
- 秉芬堂：位於香港中文大學聯合書院校園內，為該書院的兩個走讀生聯誼組織之一
- 馮秉芬爵士室：位於香港青年獎勵計劃總辦事處內 [永久]
- 馮秉芬爵士圖書館：位於金文泰中學校舍內
- 馮秉芬爵士信託基金
- 馮秉芬獎學金
- 馮秉芬教学楼：位于新会平山小学校园内
- 馮秉芬爵士堂：位於原五邑工商總會馮平山夫人李穎璋學校校舍內；而該校以其父元配馮李穎璋冠名

## 外部連結
- 香港大學讚詞

| 商界職務      | 商界職務                            | 商界職務      |
| ------------- | ----------------------------------- | ------------- |
| 前任： 新創設 | 香港海洋公園主席 1971年－1982年12月 | 繼任： 紐壁堅 |

1. 1 2  墳場研究 在香港仔華人永遠墳場 www.facebook.com
2. ↑  . 僑港新會商會. 2004: 48.
3. ↑  . 華僑日報. 1969-02-11: 5  [2023-11-11]. （原始内容存档于2023-11-11）.